# Siergiej Grigorjanc
Siergiej Michajłowicz Grigorjanc, ros. Сергей Михайлович Григорьянц (ur. 2 listopada 1983 w Taszkencie) – rosyjski szachista, arcymistrz od 2003 roku. Aktualnie reprezentuje Węgry. 

## Kariera szachowa
Pomiędzy 1993 a 2000 r. wielokrotnie reprezentował Rosję na mistrzostwach świata i Europy juniorów w różnych kategoriach wiekowych, dwukrotnie zdobywając złote medale: w 1997 r. w Cannes (MŚ do 14 lat) oraz w 1999 r. w Litochoronie (ME do 16 lat).
Normy na tytuł arcymistrzowski wypełnił w Moskwie (2002, I m.), Sankt Petersburgu (2002, memoriał Michaiła Czigorina) i Pancevie (2003, dz. I m. wspólnie z Nikola Sedlakiem i Iwanem Czeparinowem). Do innych jego sukcesów na arenie międzynarodowej należą:
- dz. II m. w Moskwie (2002, za Rufatem Bagirowem, wspólnie z Władimirem Biełowem),
- dz. I m. w Cappelle-la-Grande (2004, wspólnie z Jewgienijem Najerem, Kaido Külaotsem, Artiomem Timofiejewem, Zoltánem Gyimesim i Olegiem Korniejewem)[2],
- I m. w Pardubicach (2004),
- dz. II m. w Cappelle-la-Grande (2006, za Ołeksandrem Moisejenką, wspólnie m.in. z Władimirem Burmakinem, Vüqarem Həşimovem, Krishnanem Sasikiranem i Siergiejem Azarowem).

Najwyższy ranking w dotychczasowej karierze osiągnął 1 kwietnia 2007 r., z wynikiem 2594 punktów zajmował wówczas 32. miejsce wśród rosyjskich szachistów.